# Paraterellia superba
Paraterellia superba är en tvåvingeart som beskrevs av Foote 1960. Paraterellia superba ingår i släktet Paraterellia och familjen borrflugor. Inga underarter finns listade i Catalogue of Life.